# Laufener Hütte

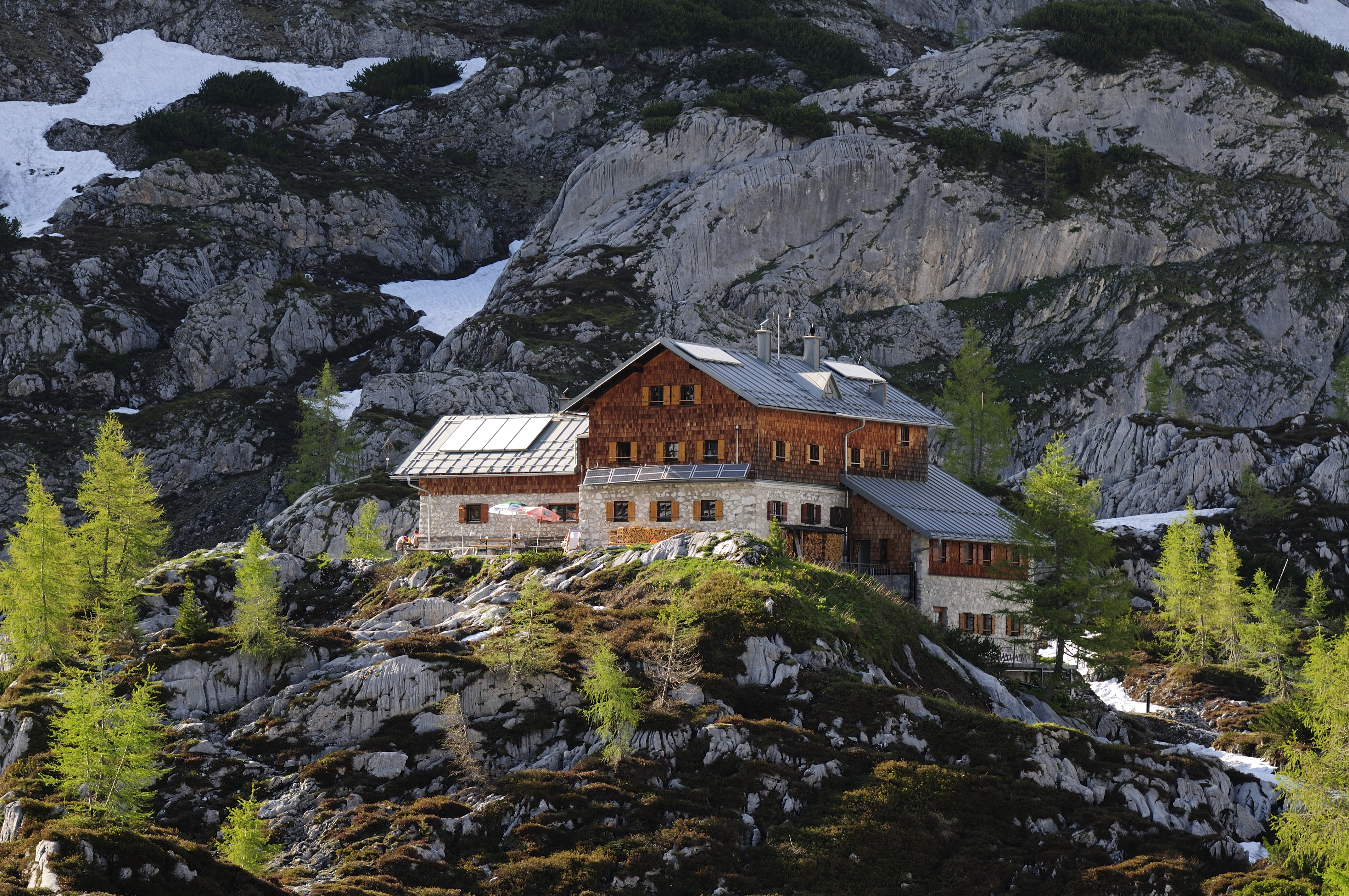
Laufener Hütte

De Laufener Hütte is een berghut die op 1726 meter hoogte in het Tennengebirge ligt, aan de voet van de Fritzerkogel in Salzburg. De hut is van belang voor de verschillende klim- en wandelroutes die in de buurt aanwezig zijn. 